# Haruna Ogata
Haruna Ogata (尾形 春水 Ogata Haruna?,  Hirakata, Prefectura de Osaka, 15 de febrero de 1999) es una ex-cantante de J-pop japonesa, principalmente conocida por haber sido miembro del grupo femenino Morning Musume.
Actualmente está activa subiendo  varios vídeos en su canal en la plataforma YouTube desde el año 2019.

## Biografía
Ogata nació el 15 de febrero de 1999 en Osaka, prefectura de Osaka. En el verano de 2014, a la edad de quince años, audicionó para Morning Musume '14 (Golden) Audition! y tener la oportunidad de unirse al grupo, audición que pasó con éxito. Fue presentada como miembro de la duodécima generación durante el concierto de Morning Musume '14 en Nippon Budokan el 30 de septiembre, junto a Akane Haga, Miki Nonaka y Maria Makino. Se graduó de Morning Musume´18 y de Hello! Project el 20 de junio de 2018 para enfocarse en sus estudios.

## Grupo y unidades de Hello! Project
- Morning Musume (2014–2018)
- Morning Musume 20th (2017-2018)

## Discografía

### Singles
Morning Musume
- "Seishun Kozo ga Naiteiru / Yūgure wa Ameagari / Ima Koko Kara" (2015)
- "Oh My Wish! / Sukatto My Heart / Ima Sugu Tobikomu Yūki" (2015)
- "Tsumetai Kaze to Kataomoi / Endless Sky / One and Only" (2015)
- "Utakata Saturday Night! / The Vision / Tokyo to Iu Katasumi" (2016)
- "Sexy Cat no Enzetsu / Mukidashi de Mukiatte / Sou Janai" (2016)
- "BRAND NEW MORNING / Jealousy Jealousy" (2017)
- "Jama Shinaide Here We Go! / Dokyū no Go Sign / Wakaindashi!" (2017)
- "Are you Happy' / A gonna" (2018)